# بلير آدامز
بلير آدامز (بالإنجليزية: Blair Adams)‏ (8 سبتمبر 1991 في المملكة المتحدة - ) هو لاعب كرة قدم بريطاني في مركز الدفاع. شارك مع منتخب إنجلترا تحت 20 سنة لكرة القدم. أما مع النوادي، فقد لعب مع كوفنتري سيتي ونادي برينتفورد ونادي سندرلاند ونادي نورثامبتون تاون ونوتس كاونتي ونادي مانسفيلد تاون.

## وصلات خارجية
- بلير آدامز على موقع قاعدة بيانات كرة القدم.إي يو (الإنجليزية)
- بلير آدامز على موقع Soccerbase.com (لاعب) (الإنجليزية)
- بلير آدامز على موقع Soccerway.com (الإنجليزية)
- بلير آدامز على موقع عالم كرة القدم.نت (الإنجليزية)
- بلير آدامز على موقع AS.com (الإسبانية)
- بلير آدامز على موقع GSA (الإنجليزية)